# Élections législatives de 1997 dans la Loire
Les élections législatives françaises de 1997 se déroulent le 25 mai et le 1er juin 1997. Dans le département de la Loire, sept députés sont à élire dans le cadre de sept circonscriptions.

## Élus
| Circonscription | Député sortant        | Parti | Parti    | Député élu ou réélu  | Parti | Parti    |
| --------------- | --------------------- | ----- | -------- | -------------------- | ----- | -------- |
| 1re             | Jean-Pierre Philibert |       | UDF (PR) | Gérard Lindeperg     |       | PS       |
| 2e              | Christian Cabal       |       | RPR      | Christian Cabal      |       | RPR      |
| 3e              | François Rochebloine  |       | UDF (FD) | François Rochebloine |       | UDF (FD) |
| 4e              | Daniel Mandon         |       | UDF (FD) | Bernard Outin        |       | PCF      |
| 5e              | Yves Nicolin          |       | UDF (PR) | Yves Nicolin         |       | UDF (PR) |
| 6e              | Pascal Clément        |       | UDF (PR) | Pascal Clément       |       | UDF (PR) |
| 7e              | Jean-François Chossy  |       | UDF (FD) | Jean-François Chossy |       | UDF (FD) |

## Résultats

### Résultats à l'échelle du département
| Parti          | Parti                                    | Premier tour | Premier tour | Second tour | Second tour | Sièges |
| Parti          | Parti                                    | Voix         | %            | Voix        | %           | Sièges |
| -------------- | ---------------------------------------- | ------------ | ------------ | ----------- | ----------- | ------ |
|                | Union pour la démocratie française       | 87 285       | 29,13        | 140 818     | 44,75       | 4      |
|                | La Droite indépendante                   | 9 348        | 3,12         |             |             | 0      |
|                | Rassemblement pour la République         | 8 847        | 2,95         | 14 788      | 4,70        | 1      |
|                | Divers droite                            | 5 169        | 1,72         |             |             | 0      |
|                | Droite parlementaire                     | 110 649      | 36,92        | 155 606     | 49,45       | 5      |
|                |                                          |              |              |             |             |        |
|                | Parti socialiste                         | 57 670       | 19,24        | 93 515      | 29,72       | 1      |
|                | Parti communiste français                | 32 066       | 10,70        | 19 900      | 6,32        | 1      |
|                | Parti radical-socialiste                 | 9 940        | 3,32         |             |             | 0      |
|                | Les Verts                                | 7 692        | 2,57         | 0           |             |        |
|                | Mouvement des citoyens                   | 1 746        | 0,58         | 0           |             |        |
|                | Gauche plurielle                         | 109 114      | 36,41        | 113 415     | 36,04       | 2      |
|                |                                          |              |              |             |             |        |
|                | Front national                           | 64 070       | 21,38        | 45 653      | 14,51       | 0      |
|                | Divers écologiste dont LT-LNÉ, MÉI et GÉ | 8 336        | 2,78         |             |             | 0      |
|                | Extrême gauche dont LO, AREV et PT       | 7 505        | 2,50         | 0           |             |        |
|                |                                          |              |              |             |             |        |
| Inscrits       | Inscrits                                 | 476 424      | 100,00       | 476 427     | 100,00      | 7      |
| Abstentions    | Abstentions                              | 161 280      | 33,85        | 141 253     | 29,65       |        |
| Votants        | Votants                                  | 315 144      | 66,15        | 335 174     | 70,35       |        |
| Blancs et nuls | Blancs et nuls                           | 15 470       | 4,91         | 20 500      | 6,12        |        |
| Exprimés       | Exprimés                                 | 299 674      | 95,09        | 314 674     | 93,88       |        |

### Résultats par circonscription

#### Première circonscription (Saint-Étienne-Nord)
| Candidat       | Candidat                      | Parti          | Premier tour | Premier tour | Second tour | Second tour |  |
| Candidat       | Candidat                      | Parti          | Voix         | %            | Voix        | %           |  |
| -------------- | ----------------------------- | -------------- | ------------ | ------------ | ----------- | ----------- |  |
|                | Jean-Pierre Philibert sortant | UDF (PR)       | 11 293       | 27,89        | 18 256      | 40,04       |  |
|                | Gérard Lindeperg élu          | PS             | 11 062       | 27,32        | 20 012      | 43,89       |  |
|                | Gérard Tournaire              | FN             | 9 614        | 23,74        | 7 332       | 16,08       |  |
|                | Alain Pecel                   | PCF            | 4 243        | 10,48        |             |             |  |
|                | Yves Scaviner                 | MÉI            | 1 280        | 3,16         |             |             |  |
|                | Guy Largeron                  | LO             | 1 200        | 2,96         |             |             |  |
|                | Marie-Joëlle Moreau           | LDI (MPF)      | 1 082        | 2,67         |             |             |  |
|                | Pascale Faure                 | MDC            | 722          | 1,78         |             |             |  |
|                |                               |                |              |              |             |             |  |
| Inscrits       | Inscrits                      | Inscrits       | 67 822       | 100,00       | 67 822      | 100,00      |  |
| Abstentions    | Abstentions                   | Abstentions    | 25 694       | 37,88        | 20 993      | 30,95       |  |
| Votants        | Votants                       | Votants        | 42 128       | 62,12        | 46 829      | 69,05       |  |
| Blancs et nuls | Blancs et nuls                | Blancs et nuls | 1 632        | 3,87         | 1 229       | 2,62        |  |
| Exprimés       | Exprimés                      | Exprimés       | 40 496       | 96,13        | 45 600      | 97,38       |  |

#### Deuxième circonscription (Saint-Étienne-Sud)
| Candidat       | Candidat                      | Parti          | Premier tour | Premier tour | Second tour | Second tour |  |
| Candidat       | Candidat                      | Parti          | Voix         | %            | Voix        | %           |  |
| -------------- | ----------------------------- | -------------- | ------------ | ------------ | ----------- | ----------- |  |
|                | Christian Cabal sortant réélu | RPR            | 8 847        | 28,7         | 14 788      | 42,35       |  |
|                | Bruno Vennin                  | PS             | 7 425        | 24,08        | 14 592      | 41,79       |  |
|                | Michèle Bracciano             | FN             | 7 237        | 23,47        | 5 539       | 15,86       |  |
|                | Roger Dubien                  | PCF            | 3 016        | 9,78         |             |             |  |
|                | Louis Ouillon                 | LDI (MPF)      | 1 115        | 3,62         |             |             |  |
|                | Marcel Gaillard               | AREV           | 1 076        | 3,49         |             |             |  |
|                | Mireille Jouffre              | LO             | 822          | 2,67         |             |             |  |
|                | Bruno Clémentin               | MÉI            | 553          | 1,79         |             |             |  |
|                | Christian Daudel              | MDC            | 500          | 1,62         |             |             |  |
|                | Jean-Claude Jarrige           | PT             | 240          | 0,78         |             |             |  |
|                |                               |                |              |              |             |             |  |
| Inscrits       | Inscrits                      | Inscrits       | 54 149       | 100,00       | 54 149      | 100,00      |  |
| Abstentions    | Abstentions                   | Abstentions    | 22 275       | 41,14        | 18 258      | 33,72       |  |
| Votants        | Votants                       | Votants        | 31 874       | 58,86        | 35 891      | 66,28       |  |
| Blancs et nuls | Blancs et nuls                | Blancs et nuls | 1 043        | 3,27         | 972         | 2,71        |  |
| Exprimés       | Exprimés                      | Exprimés       | 30 831       | 96,73        | 34 919      | 97,29       |  |

#### Troisième circonscription (Saint-Chamond)
| Candidat       | Candidat                           | Parti          | Premier tour | Premier tour | Second tour | Second tour |  |
| Candidat       | Candidat                           | Parti          | Voix         | %            | Voix        | %           |  |
| -------------- | ---------------------------------- | -------------- | ------------ | ------------ | ----------- | ----------- |  |
|                | François Rochebloine sortant réélu | UDF (FD)       | 15 629       | 32,88        | 23 928      | 46,1        |  |
|                | Christian Grangis                  | FN             | 11 611       | 24,43        | 9 363       | 18,04       |  |
|                | Marie-Christine Laurent            | PS             | 9 325        | 19,62        | 18 610      | 35,86       |  |
|                | André Géry                         | PCF            | 4 365        | 9,18         |             |             |  |
|                | Gérard Payre                       | Les Verts      | 2 946        | 6,2          |             |             |  |
|                | André Moulin                       | LO             | 1 266        | 2,66         |             |             |  |
|                | Alexandre Riberon                  | LDI (MPF)      | 1 251        | 2,63         |             |             |  |
|                | Frédéric Gioia                     | MÉI            | 780          | 1,64         |             |             |  |
|                | Bernard Marcuccilli                | PT             | 362          | 0,76         |             |             |  |
|                |                                    |                |              |              |             |             |  |
| Inscrits       | Inscrits                           | Inscrits       | 71 848       | 100,00       | 71 848      | 100,00      |  |
| Abstentions    | Abstentions                        | Abstentions    | 22 173       | 30,86        | 18 395      | 25,6        |  |
| Votants        | Votants                            | Votants        | 49 675       | 69,14        | 53 453      | 74,4        |  |
| Blancs et nuls | Blancs et nuls                     | Blancs et nuls | 2 140        | 4,31         | 1 552       | 2,9         |  |
| Exprimés       | Exprimés                           | Exprimés       | 47 535       | 95,69        | 51 901      | 97,1        |  |

#### Quatrième circonscription (Firminy)
| Candidat       | Candidat              | Parti          | Premier tour | Premier tour | Second tour | Second tour |  |
| Candidat       | Candidat              | Parti          | Voix         | %            | Voix        | %           |  |
| -------------- | --------------------- | -------------- | ------------ | ------------ | ----------- | ----------- |  |
|                | Daniel Mandon sortant | UDF (FD)       | 12 017       | 28,03        | 18 541      | 39,4        |  |
|                | Frédéric Granjon      | FN             | 10 451       | 24,38        | 8 618       | 18,31       |  |
|                | Bernard Outin élu     | PCF            | 9 107        | 21,24        | 19 900      | 42,29       |  |
|                | Jean-Paul Chartron    | PS             | 7 232        | 16,87        |             |             |  |
|                | Jean-Philippe Bayon   | Les Verts      | 1 939        | 4,52         |             |             |  |
|                | Richard Raffin        | LDI (MPF)      | 1 269        | 2,96         |             |             |  |
|                | Driss Torchi          | MÉI            | 796          | 1,86         |             |             |  |
|                | Louis Boyer           | Divers droite  | 56           | 0,13         |             |             |  |
|                |                       |                |              |              |             |             |  |
| Inscrits       | Inscrits              | Inscrits       | 68 530       | 100,00       | 68 530      | 100,00      |  |
| Abstentions    | Abstentions           | Abstentions    | 23 464       | 34,24        | 19 942      | 29,1        |  |
| Votants        | Votants               | Votants        | 45 066       | 65,76        | 48 588      | 70,9        |  |
| Blancs et nuls | Blancs et nuls        | Blancs et nuls | 2 199        | 4,88         | 1 529       | 3,15        |  |
| Exprimés       | Exprimés              | Exprimés       | 42 867       | 95,12        | 47 059      | 96,85       |  |

#### Cinquième circonscription (Roanne)
| Candidat       | Candidat                   | Parti          | Premier tour | Premier tour | Second tour | Second tour |  |
| Candidat       | Candidat                   | Parti          | Voix         | %            | Voix        | %           |  |
| -------------- | -------------------------- | -------------- | ------------ | ------------ | ----------- | ----------- |  |
|                | Yves Nicolin sortant réélu | UDF (PR)       | 14 100       | 32,92        | 23 522      | 51,94       |  |
|                | Jean Auroux                | PS             | 12 308       | 28,73        | 21 762      | 48,06       |  |
|                | Norbert Chetail            | FN             | 6 508        | 15,19        |             |             |  |
|                | Serge Fonton               | PCF            | 3 915        | 9,14         |             |             |  |
|                | Bruno Barriquand           | Les Verts      | 1 568        | 3,66         |             |             |  |
|                | Daniel Durand              | GÉ             | 1 393        | 3,25         |             |             |  |
|                | Jean-Louis Guglielmetto    | LO             | 1 336        | 3,12         |             |             |  |
|                | Marianne Peguet            | LDI (MPF)      | 1 183        | 2,76         |             |             |  |
|                | Nicolas Laurenceau         | MDC            | 524          | 1,22         |             |             |  |
|                |                            |                |              |              |             |             |  |
| Inscrits       | Inscrits                   | Inscrits       | 67 548       | 100,00       | 67 547      | 100,00      |  |
| Abstentions    | Abstentions                | Abstentions    | 22 293       | 33           | 19 010      | 28,14       |  |
| Votants        | Votants                    | Votants        | 45 255       | 67           | 48 537      | 71,86       |  |
| Blancs et nuls | Blancs et nuls             | Blancs et nuls | 2 420        | 5,35         | 3 253       | 6,7         |  |
| Exprimés       | Exprimés                   | Exprimés       | 42 835       | 94,65        | 45 284      | 93,3        |  |

#### Sixième circonscription (Feurs)
| Candidat       | Candidat                     | Parti          | Premier tour | Premier tour | Second tour | Second tour |  |
| Candidat       | Candidat                     | Parti          | Voix         | %            | Voix        | %           |  |
| -------------- | ---------------------------- | -------------- | ------------ | ------------ | ----------- | ----------- |  |
|                | Pascal Clément sortant réélu | UDF (PR)       | 16 191       | 39,64        | 22 991      | 55,36       |  |
|                | Dominique Fruleux            | PS             | 10 318       | 25,26        | 18 539      | 44,64       |  |
|                | Jean-Claude Suchel           | FN             | 6 560        | 16,06        |             |             |  |
|                | Maryse Poyet                 | PCF            | 3 342        | 8,18         |             |             |  |
|                | Sabine Pérouse               | LDI (MPF)      | 1 735        | 4,25         |             |             |  |
|                | Régis Usson                  | GÉ             | 1 458        | 3,57         |             |             |  |
|                | Christian Prat               | Les Verts      | 1 239        | 3,03         |             |             |  |
|                |                              |                |              |              |             |             |  |
| Inscrits       | Inscrits                     | Inscrits       | 62 153       | 100,00       | 62 153      | 100,00      |  |
| Abstentions    | Abstentions                  | Abstentions    | 18 491       | 29,75        | 17 773      | 28,6        |  |
| Votants        | Votants                      | Votants        | 43 662       | 70,25        | 44 380      | 71,4        |  |
| Blancs et nuls | Blancs et nuls               | Blancs et nuls | 2 819        | 6,46         | 2 850       | 6,42        |  |
| Exprimés       | Exprimés                     | Exprimés       | 40 843       | 93,54        | 41 530      | 93,58       |  |

#### Septième circonscription (Montbrison)
| Candidat       | Candidat                           | Parti          | Premier tour | Premier tour | Second tour | Second tour |  |
| Candidat       | Candidat                           | Parti          | Voix         | %            | Voix        | %           |  |
| -------------- | ---------------------------------- | -------------- | ------------ | ------------ | ----------- | ----------- |  |
|                | Jean-François Chossy sortant réélu | UDF (FD)       | 18 055       | 33,27        | 33 580      | 69,41       |  |
|                | Gérard Llilio                      | FN             | 12 089       | 22,28        | 14 801      | 30,59       |  |
|                | Alain Pomès                        | PRS            | 9 940        | 18,32        |             |             |  |
|                | Gérard Brot                        | PCF            | 4 078        | 7,51         |             |             |  |
|                | Robert Thollot                     | Divers droite  | 2 614        | 4,82         |             |             |  |
|                | Pierre Dessaigne                   | Divers droite  | 2 499        | 4,61         |             |             |  |
|                | Gérard Morel                       | GÉ             | 2 076        | 3,83         |             |             |  |
|                | Élisabeth Rossary                  | LDI (MPF)      | 1 713        | 3,16         |             |             |  |
|                | Frédéric Bergamin                  | PT             | 1 203        | 2,22         |             |             |  |
|                |                                    |                |              |              |             |             |  |
| Inscrits       | Inscrits                           | Inscrits       | 84 374       | 100,00       | 84 378      | 100,00      |  |
| Abstentions    | Abstentions                        | Abstentions    | 26 890       | 31,87        | 26 882      | 31,86       |  |
| Votants        | Votants                            | Votants        | 57 484       | 68,13        | 57 496      | 68,14       |  |
| Blancs et nuls | Blancs et nuls                     | Blancs et nuls | 3 217        | 5,6          | 9 115       | 15,85       |  |
| Exprimés       | Exprimés                           | Exprimés       | 54 267       | 94,4         | 48 381      | 84,15       |  |